# Гевлок Елліс
Генрі Гевлок Елліс (англ. Henry Havelock Ellis; 2 лютого 1859, Кройдон — 8 липня 1939 Гінтлшем) — англійський лікар, письменник, прогресивний інтелектуал та соціальний реформатор. Один із творців сучасної сексології, автор понять «нарцисизм» та «автоеротизм». Був співавтором першої англомовної медичної книги про гомосексуальність (1897). Публікував також інші книги про різні сексуальні практики та нахили, як і про трансгендерну психологію. Займав посаду президента Інституту Ґальтона і, як і багато інтелектуалів його епохи, підтримував євгеніку. Його magnum opus — 7-томна енциклопедія «Дослідження в психології статі» (Studies in the Psychology of Sex), яку було видано у 1897—1928 рр.